# Jak
Divji jáki (znanstveno ime Bos mutus) so dolgodlaki votlorogi, ki živijo v Himalaji, Srednji Aziji in na Činghaj-Tibetanski planoti. 
Je prednik domačega jaka (Bos grunniens). Udomačili so jih zaradi mleka, mesa, masla in tovorjenja.

## Taksonomija
Domneva se, da se je prednik divjega in domačega jaka ločil od Bos primigeniusa pred enim do petimi milijoni let. Divji jak se zdaj običajno obravnava kot ločena vrsta od domačega jaka (Bos grunniens). Na podlagi genomskih dokazov velja, da so najbližji sorodniki jakov bizoni, ki so v zgodovini veljali za člane lastnega naslovnega rodu, zaradi česar je rod Bos paraphyletic.

Odnosi med člani rodu Bos na podlagi jedrskih genomov po Sindingu et al. 2021.
|  | Bos mutus (divji jak)                                                                                   |
|  | |
|  | \| \| Bison bison (ameriški bizon) \| \| \| \| \| \| Bison bonasus]' (evropski bizon/zober) \| \| \| \| |
|  | |
|  | Bison bison (ameriški bizon)                                                                            |
|  | |
|  | Bison bonasus]' (evropski bizon/zober)                                                                  |
|  | |

|  | Bison bison (ameriški bizon)           |
|  |                                        |
|  | Bison bonasus]' (evropski bizon/zober) |
|  |                                        |

|  | Bos javanicus (banteng) |
|  |                         |
|  | Bos gaurus (gaur)       |
|  |                         |
|  | Bos sauveli (kouprey)   |
|  |                         |

|  | Bos mutus (divji jak)                                                                                   |
|  | |
|  | \| \| Bison bison (ameriški bizon) \| \| \| \| \| \| Bison bonasus]' (evropski bizon/zober) \| \| \| \| |
|  | |
|  | Bison bison (ameriški bizon)                                                                            |
|  | |
|  | Bison bonasus]' (evropski bizon/zober)                                                                  |
|  | |

|  | Bison bison (ameriški bizon)           |
|  |                                        |
|  | Bison bonasus]' (evropski bizon/zober) |
|  |                                        |

|  | Bos javanicus (banteng) |
|  |                         |
|  | Bos gaurus (gaur)       |
|  |                         |
|  | Bos sauveli (kouprey)   |
|  |                         |

|  | Bos mutus (divji jak)                                                                                   |
|  | |
|  | \| \| Bison bison (ameriški bizon) \| \| \| \| \| \| Bison bonasus]' (evropski bizon/zober) \| \| \| \| |
|  | |
|  | Bison bison (ameriški bizon)                                                                            |
|  | |
|  | Bison bonasus]' (evropski bizon/zober)                                                                  |
|  | |

|  | Bison bison (ameriški bizon)           |
|  |                                        |
|  | Bison bonasus]' (evropski bizon/zober) |
|  |                                        |

|  | Bos javanicus (banteng) |
|  |                         |
|  | Bos gaurus (gaur)       |
|  |                         |
|  | Bos sauveli (kouprey)   |
|  |                         |

|  | Bos mutus (divji jak)                                                                                   |
|  | |
|  | \| \| Bison bison (ameriški bizon) \| \| \| \| \| \| Bison bonasus]' (evropski bizon/zober) \| \| \| \| |
|  | |
|  | Bison bison (ameriški bizon)                                                                            |
|  | |
|  | Bison bonasus]' (evropski bizon/zober)                                                                  |
|  | |

|  | Bison bison (ameriški bizon)           |
|  |                                        |
|  | Bison bonasus]' (evropski bizon/zober) |
|  |                                        |

|  | Bos javanicus (banteng) |
|  |                         |
|  | Bos gaurus (gaur)       |
|  |                         |
|  | Bos sauveli (kouprey)   |
|  |                         |

## Opis
Divji jak je med največjimi obstoječimi vrstami bovidov. Odrasli so v plečah visoki približno 1,6 do 2,05 m in tehtajo 500–1200 kg. Dolžina glave in telesa je od 2,4 do 3,8 m, ne upoštevajoč repa od 60 do 100 cm. Samice tehtajo približno eno tretjino in imajo približno 30 % manjše linearne dimenzije v primerjavi z biki divjimi jaki. Udomačeni jaki so nekoliko manjši.
So močno grajene živali z zajetnim okvirjem, močnimi nogami in zaobljenimi razcepljenimi kopiti. Za zaščito pred mrazom sta vime pri samicah in mošnja pri samcih majhna in prekrita s plastjo dlak. Samice imajo štiri seske. Oba spola imata dolgo kosmato dlako z gosto volnato podlanko na prsih, bokih in stegnih za izolacijo pred mrazom. Zlasti pri samcih lahko ta podlanka tvori dolgo 'krilo', ki sega do tal. Rep je dolg in podoben konjskemu, ne pa čopast kot repi goveda ali bizona. Dlaka je običajno črna ali temno rjava, prekriva večji del telesa, s sivim gobcem (čeprav so poročali o nekaterih divjih zlatorjavih posameznikih). Divji jaki z zlato obarvano dlako so znani kot divji zlati jaki (kitajsko: 金色野牦牛; pinjin: jīnsèyě máoniú). Na Kitajskem veljajo za ogroženo podvrsto, v divjini pa jih je po ocenah ostalo 170.
Ugotovljena sta bila dva morfološka tipa, tako imenovani Čilian in Kunlun.

## Razširjenost in življenjski prostor
Divji jaki so nekoč živeli vse do južne Sibirije do vzhodnega Bajkalskega jezera, njihove fosilne ostanke pa so našli v Denisovi jami, vendar so izumrli v Rusiji okoli 17. stoletja. Danes divje jake najdemo predvsem v severnem Tibetu in zahodnem Činghaju, nekatere populacije pa segajo v najjužnejše dele Šindžjanga in v Ladak v Indiji. Majhne izolirane populacije divjih jakov najdemo tudi dlje, predvsem v zahodnem Tibetu in vzhodnem Činghaju. V zgodovini so bili divji jaki najdeni tudi v Butanu, vendar zdaj tam veljajo za izumrle.
Primarni habitat divjih jakov je sestavljen iz brezlesnih vzpetin med 3000 in 5500 m, kjer prevladujejo gore in planote. Najpogosteje jih najdemo v alpski tundri z razmeroma gosto preprogo trav in šašev, ne pa v bolj pustih stepah.
Divji jak je veljal za regionalno izumrl v Nepalu v 1970-ih, vendar so ga ponovno odkrili v Humli leta 2014. Zaradi tega odkritja je bila vrsta pozneje naslikana na nepalski valuti.

### Vedenje in ekologija
Prehrana divjih jakov je v veliki meri sestavljena iz trav in šašev, kot so Carex, Stipa in Kobresia. Jedo tudi manjše količine zelišč, grmovja zimske maščobe in mahov, poročali pa so celo, da jedo lišaje. Zgodovinsko gledano je bil glavni naravni plenilec divjega jaka himalajski volk, vendar so poročali tudi o himalajskih črnih medvedih, himalajskih rjavih medvedih in snežnih leopardih kot plenilcih na nekaterih območjih, verjetno mladih ali slabotnih divjih jakov.
Thubten Jigme Norbu, starejši brat 14. dalajlame, je leta 1950 poročal o svojem potovanju iz Kumbuma v Amdu v Lhaso:
Kmalu sem moral na lastne oči videti ogromne črede drongov. Pogled na te čudovite in močne zveri, ki so si že od nekdaj ustvarile dom na visokih in pustih planotah Tibeta, me ni nehal navduševati. Tem sramežljivim bitjem nekako uspe preživeti na zakrnelih travnatih koreninah, kar je vse, kar narava v tistih krajih ponuja. In kako čudovit prizor je videti njihovo veliko čredo, kako z glavo pada v divjem galopu čez stepe. Zemlja se  trese pod petami in ogromen oblak prahu označuje njihov prehod. Ponoči se bodo pred mrazom zaščitile tako, da se bodo stisnile skupaj, s teleti v središču. Takole bodo stali v snežni nevihti, stisnjeni tako tesno drug ob drugem, da se bo kondens iz njihovega diha dvignil v zrak kot steber pare. Nomadi so občasno poskušali mlade dronge vzgojiti kot domače živali, a jim to nikoli ni povsem uspelo. Nekako se zdi, da ko enkrat zaživijo skupaj s človeškimi bitji, izgubijo svojo osupljivo moč in vzdržljivost; in sploh niso za tovorne živali, ker jih takoj zaboli hrbet. Njihov pradavni odnos do človeka je torej ostal odnos divjadi in lovca, saj je njihovo meso zelo okusno.— Thubten Norbu, Tibet is My Country
Divji jaki so čredni. Črede lahko obsegajo več sto osebkov, čeprav so mnoge veliko manjše. Črede so sestavljene predvsem iz samic in njihovih mladičev, z manjšim številom odraslih samcev. Samice jaka se v povprečju pasejo 100 m višje od samcev. Samice z mladiči si izberejo pašo na visokih, strmih pobočjih. Preostali samci so bodisi samotarji bodisi v precej manjših skupinah, v povprečju okoli šest osebkov. Skupine se pozimi preselijo v nižje nadmorske višine. Čeprav lahko divji jaki postanejo agresivni, ko branijo mladiče ali med tekom, se na splošno izogibajo ljudem in lahko pobegnejo na velike razdalje, če se jim približajo.

### Razmnoževanje
Divji jaki se parijo poleti in naslednjo pomlad skotijo eno mladiče. Samice običajno rodijo samo vsako drugo leto.

## Ohranjanje
Divji jak je trenutno uvrščen kot ranljiv na rdeči seznam IUCN. Prej je bil razvrščen kot ogrožen, vendar je bil leta 1996 umaknjen s seznama na podlagi ocenjene stopnje upada populacije in trenutne velikosti populacije. Zadnja ocena iz leta 2008 je pokazala, da skupna populacija ne presega 10.000 zrelih osebkov.
Divji jak se sooča z grožnjami iz več virov. Divji lov, vključno s komercialnim lovom, ostaja najresnejša grožnja; samci so še posebej prizadeti zaradi svojih bolj samotarskih navad. Pogoste so tudi motnje in križanje s čredami živine. To lahko vključuje prenos bolezni, ki se prenašajo z govedom, čeprav neposrednih dokazov za to še ni bilo. Pojavljajo se tudi konflikti s samimi pastirji, kot pri preventivnih in povračilnih ubojih za ugrabitve domačih jakov s strani divjih čred, vendar se zdijo relativno redki. Zdi se, da je nedavna zaščita pred divjim lovom zlasti stabilizirala ali celo povečala velikost populacije na več območjih, zaradi česar je IUCN leta 2008 umaknila s seznama ogroženih. Tako na Kitajskem kot v Indiji je vrsta uradno zaščitena; na Kitajskem je prisoten v številnih velikih naravnih rezervatih.

## Vpliv na ljudi
Divji jak je rezervoar zoonoz tako bakterijskega kot virusnega izvora. Takšne bakterijske bolezni vključujejo antraks, botulizem, tetanus in tuberkulozo.